# Angier, North Carolina
Angier är en ort i Harnett County i delstaten North Carolina, USA.